# Nové Oldřůvky

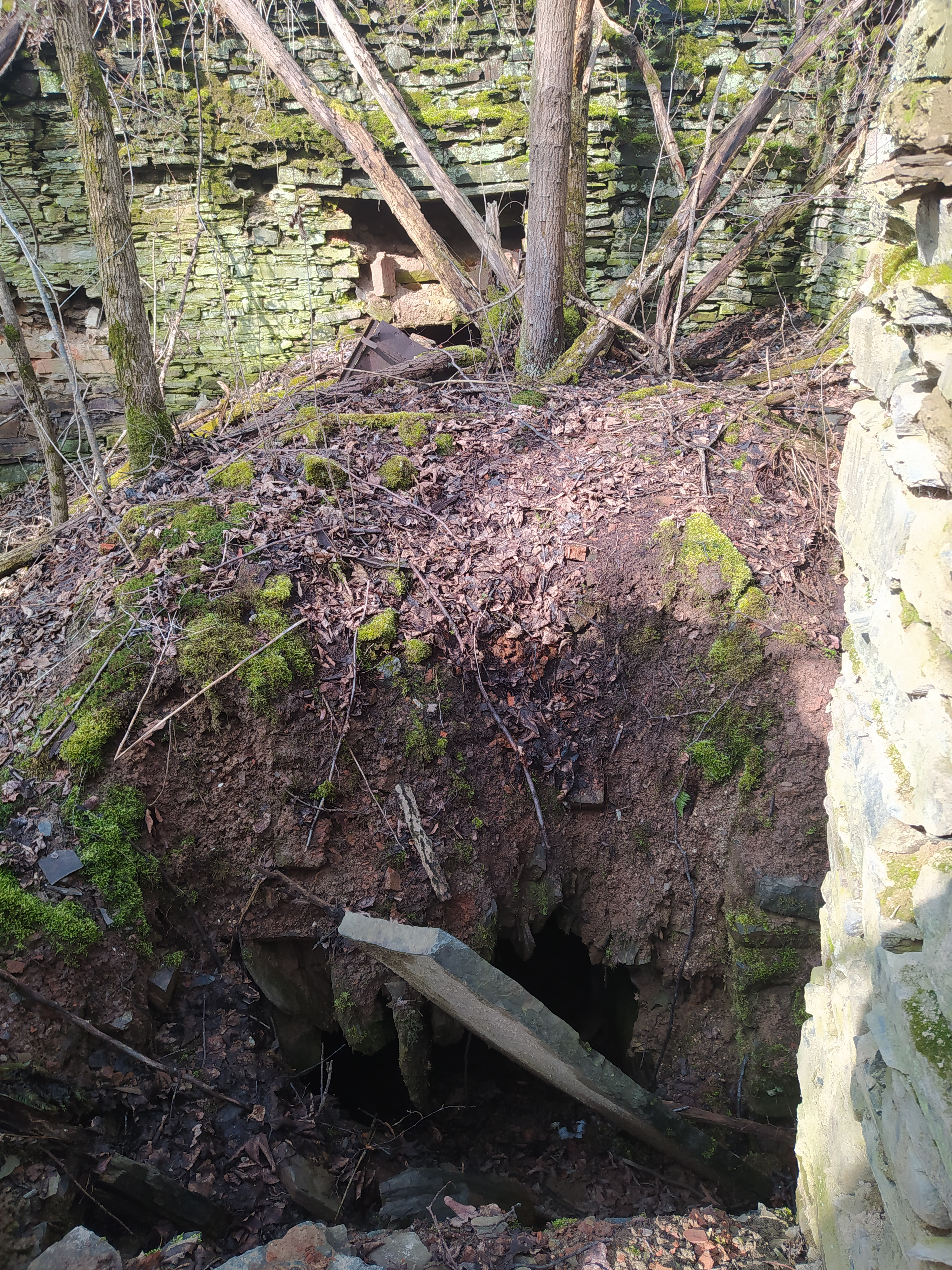

Nové Oldřůvky, bis 1924 Nová Ves (deutsch Neudorf bei Bautsch) ist eine Wüstung in Tschechien. Sie liegt sechs Kilometer südöstlich von Budišov nad Budišovkou auf deren Gemeindegebiet.

## Geographie
Nové Oldřůvky befand sich auf 485 m.ü.m. auf einem Höhenzug zwischen den Tälern der Oder und Budišovka im Niederen Gesenke. Nordöstlich erhebt sich die Horka (582 m), im Süden der Olověný vrch (616 m) und westlich der Čihadlo (524 m).
Umliegende Ortschaften waren Čermenský Mlýn, Svatoňovice und Čermná ve Slezsku im Norden, Vítkov im Nordosten, Klokočov und Františkův Dvůr im Osten, Hadinka und Spálov im Südosten, Barnov im Süden, Rudoltovice im Südwesten, Stará Voda und Staré Oldřůvky im Westen sowie Budišov nad Budišovkou im Nordwesten.

## Geschichte
Es wird vermutet, dass das Dorf bereits im 13. Jahrhundert gegründet worden ist. Die erste schriftliche Erwähnung des zum bischöflichen Gut Budišov nad Budišovkou gehörigen Dorfes Neu Ulrichsdorf erfolgte 1456 in einer Urkunde des Olmützer Bischofs Bohuslaus von Zwole. Im Jahre 1504 wurde der Ort als Nowa Ulrichsdorf bzw. Nowa Ulrichsdorff, später auch als Novatrichsdorf, 1577 als Naydorf bzw. Malé Oldřichůvky und ab 1585 als Nová Ves bezeichnet. Die erste Erwähnung einer Filialkirche stammt aus dem Jahre 1591. Weitere Namensformen waren Nový Oldřišov (1615), Neundorf (ab 1676), Neudorf (ab 1718), Neudorffium (1771) sowie Neodorfium und Nové Olderschuwky (1828). Nach einem Steuerverzeichnis von 1692 hatte das Dorf zu dieser Zeit 144 Einwohner. Die Matriken wurden ab 1725 in Staré Oldřůvky und ab 1784 in Budišov nad Budišovkou geführt. Die neue Kirche wurde 1784 geweiht. 1791 wurde eine Schule eröffnet. Die Bewohner lebten von der Landwirtschaft, die wegen der Höhenlage wenig erträglich war. An der Oder arbeitete die Neudorfelmühle, die in der Mitte des 19. Jahrhunderts um ein Sägewerk erweitert wurde. Bis zur Mitte des 19. Jahrhunderts blieb Neudorf immer dem bischöflichen Gut Bautsch untertänig.
Nach der Aufhebung der Patrimonialherrschaften bildete Neudorf/Nowe Oldrissůwky ab 1850 mit der Neudorfelmühle eine Gemeinde in der Bezirkshauptmannschaft Mährisch Weißkirchen und dem Gerichtsbezirk Liebau. 1855 wurde Neudorf/Nová Ves dem Bezirk Liebau, 1868 dem Bezirk Sternberg und 1909 dem Bezirk Bärn zugeordnet. Ein Teil der Bewohner verdiente sich den Lebensunterhalt durch Lohnarbeit in der Möbelfabrik Tschirm und in den Steinbrüchen. Im Jahre 1910 lebten in Neudorf 217 Personen, 1921 bestand das Dorf aus 53 Häusern und hatte 251 durchweg deutschsprachige Einwohner. 1924 wurde der tschechische Ortsname in Nové Oldřůvky geändert. Im Jahre 1930 bestand das Dorf aus 42 Häusern und hatte 248 Einwohner, darunter ein Tscheche. Nach dem Münchner Abkommen wurde Neudorf 1938 dem Deutschen Reich zugeschlagen und gehörte bis 1945 zum Landkreis Bärn. 1939 lebten in der Gemeinde 232 Menschen. Nach dem Ende des Zweiten Weltkriegs kam das Dorf zur Tschechoslowakei zurück und wurde 1945 nach Staré Oldřůvky eingemeindet. Die deutschen Bewohner wurden vertrieben. Ab 1949 gehörte Nové Oldřůvky zum Bezirk und Gerichtsbezirk Vítkov. Nach der Errichtung des Truppenübungsplatzes Libavá begann 1949 die Entsiedlung von Nové Oldřůvky. 1952 wurde Nové Oldřůvky offiziell von Staré Oldřůvky abgetrennt und als einziger Ort aus dem Moravskoslezský kraj in das Militärgebiet eingegliedert. Nachfolgend wurde das Dorf zerstört. Seit 1960 gehörte das Kataster von Nové Oldřůvky zum Okres Opava. Im Zuge der Verkleinerung des Truppenübungsplatzes  erfolgte die Ausgliederung der Fluren nach Budišov nad Budišovkou.

## Bauwerke
- Filialkirche Johannes des Täufers, erbaut 1784, sie wurde zusammen mit dem Dorf zerstört
- Eisenbetonbrücke über die Oder, südlich von Nové Oldřůvky, sie entstand 1908 als erste feste Brücke in der Gegend und ist heute als Denkmal geschützt
- Ruinen der Neudorfelmühle/Novooldřůvský Mlýn an der Oder

## Veranstaltungen
Nové Oldřůvky befindet sich innerhalb des absoluten Sperrgebietes und ist jährlich nur am 1. Mai während der Sonderöffnung des Truppenübungsplatzes im Rahmen der Fahrradtouristikaktion „Bílý kámen“ zugänglich.